# Messerich
Messerich ist eine Ortsgemeinde im Eifelkreis Bitburg-Prüm in Rheinland-Pfalz. Sie gehört der Verbandsgemeinde Bitburger Land an.

## Geographie
Der Ort liegt im Nimstal im Westen der Eifel, unmittelbar südwestlich der Kreisstadt Bitburg.
Zu Messerich gehören auch die Wohnplätze Am Weilerbach und Kobenhof sowie der Weiler Bahnhof Messerich.

## Geschichte
Die günstige Lage im Bitburger Gutland hat schon römische Siedler angelockt. Entsprechende Funde von römischen Brandgräbern belegen dies. Zudem entdeckte man nordwestlich des Ortes ein umfangreiches Hügelgräberfeld. Bei einer groben Besichtigung konnten rund 70 Tumuli ausgemacht werden, die sich in zwei Gruppen gliedern. Eine zeitliche Einordnung konnte bisher nicht erfolgen, da das Grabfeld noch nicht genauer untersucht wurde.
Die erste urkundliche Erwähnung des Ortes erfolgte im Jahre 1066 als Miezriche. Bis zum Ende des 18. Jahrhunderts gehörte Messerich zur Propstei Bitburg im Herzogtum Luxemburg. Im Jahr 1794 hatten französische Revolutionstruppen die Österreichischen Niederlande, zu denen die Region damals gehörte, besetzt. Unter der französischen Verwaltung gehörte der Ort von 1795 bis 1814 zum Arrondissement Bitburg im Departement der Wälder. Um 1800 wurde Messerich Sitz einer Mairie.
Aufgrund der auf dem Wiener Kongress (1815) getroffenen Vereinbarungen wurde die Region dem Königreich Preußen zugeordnet. Unter der preußischen Verwaltung wurde 1816 die aus der französischen Mairie entstandene Bürgermeisterei Messerich dem Kreis Bitburg im Regierungsbezirk Trier zugeordnet, der von 1822 an zur Rheinprovinz gehörte. Im Jahr 1856 kam Messerich zur Bürgermeisterei Alsdorf und 1914 zur Bürgermeisterei Wolsfeld, (ab 1927 Amt Wolsfeld), 1970 zur Verbandsgemeinde Bitburg-Land und 2014 zur Verbandsgemeinde Bitburger Land.
Bevölkerungsentwicklung
Die Entwicklung der Einwohnerzahl von Messerich, die Werte von 1871 bis 1987 beruhen auf Volkszählungen:
| Jahr | Einwohner |
| ---- | --------- |
| 1815 | 152       |
| 1835 | 212       |
| 1871 | 241       |
| 1905 | 250       |
| 1939 | 308       |
| 1950 | 331       |
| 1961 | 383       |

| Jahr | Einwohner |
| ---- | --------- |
| 1970 | 434       |
| 1987 | 382       |
| 1997 | 419       |
| 2005 | 500       |
| 2011 | 543       |
| 2017 | 592       |

## Religion
89 % der Bevölkerung sind katholisch, 5 % evangelisch. Die katholische Pfarrei St. Martin, zu der auch die Filialkirchen St. Jakobus in Niederstedem und St. Brictius in Oberstedem gehören, ist Teil der Pfarreiengemeinschaft Irrel im Dekanat Bitburg des Bistums Trier. Für die Protestanten ist die Evangelische Kirchengemeinde Bitburg der Evangelischen Kirche im Rheinland zuständig.

## Politik

### Gemeinderat
Der Gemeinderat in Messerich besteht aus zwölf Ratsmitgliedern, die bei der Kommunalwahl am 9. Juni 2024 in einer Mehrheitswahl gewählt wurden, und dem ehrenamtlichen Ortsbürgermeister als Vorsitzendem. Bis 2009 gehörten dem Gemeinderat acht Ratsmitglieder an.

### Bürgermeister
Otmar Schröder wurde am 25. Juni 2019 Ortsbürgermeister von Messerich. Bei der Direktwahl am 26. Mai 2019 war er mit einem Stimmenanteil von 94,16 % gewählt worden. Bei der Direktwahl am 9. Juni 2024 wurde Schröder als einziger Bewerber mit 92,5 % für weitere fünf Jahre in seinem Amt bestätigt.
Sein Vorgänger war Gerd Zillien, der das Amt von 1989 bis 1994, sowie von 2014 bis 2019 ausübte.

### Wappen
| Wappen von Messerich | Blasonierung: „In Gold ein stilisierter romanischer schwarzer Säulenbogen auf zweistufiger Basisplatte um ein ebensolches Sakramenthäuschen mit silbernem Fenster, überhöht von einem fünflätzigen roten Turnierkragen.“ |
| Wappen von Messerich | Wappenbegründung: Symbol der jahrhundertelangen Verbindung von Messerich nach Malberg ist der goldene Wappenschild. Die Herren von Manderscheid-Kail als Grundherren sind durch den roten Turnierkragen symbolisiert. Die stilisierte Darstellung des romanischen Säulenbogens und des Sakramenthäuschens zeugen für Teile des unverwechselbar typischen Kircheninventars. |

## Kultur und Sehenswürdigkeiten

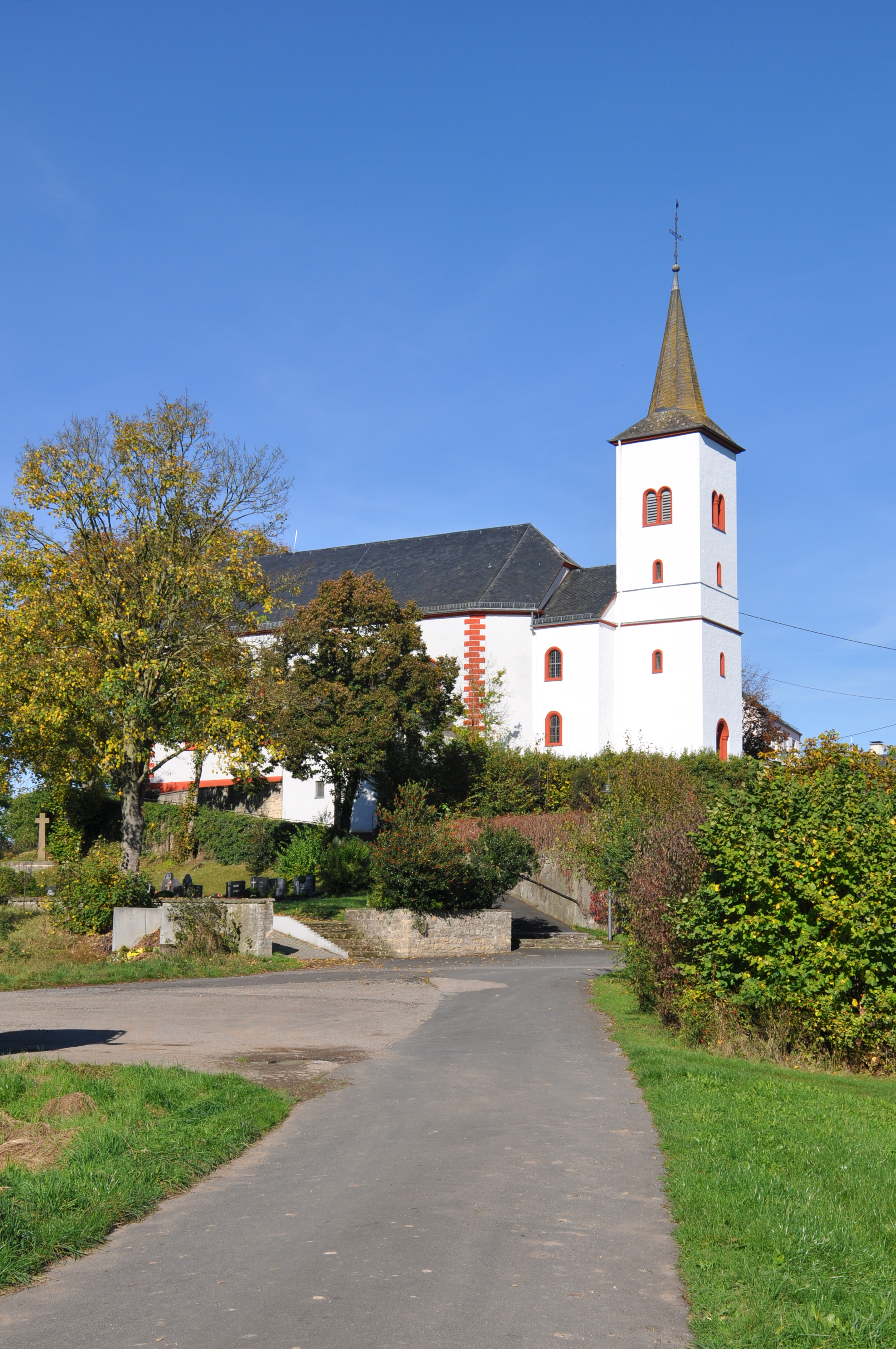
Messerich, St. Martin

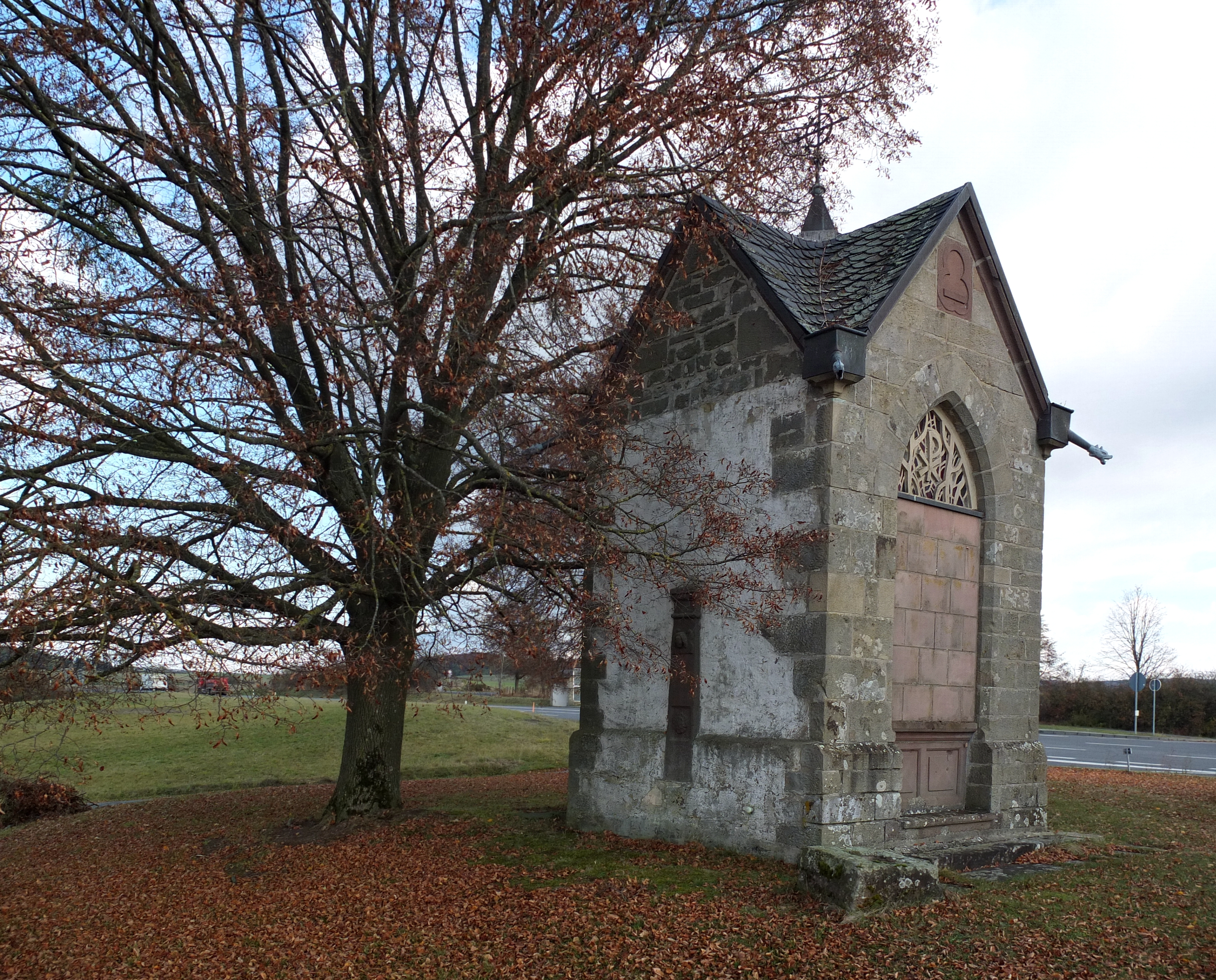
Stedemer Kapellchen

### Bauwerke
- Denkmalzone im fast unzerstörten nördlichen Teil des Ortes
- Katholische Pfarrkirche St. Martin mit Friedhof ab dem 12. Jahrhundert
- Stedemer Kapellchen von 1871
- Über das Gemeindegebiet sind mehrere sehr alte Wegekreuze verteilt.
- Der Ortskern ist Standort einiger historischer Wohnhäuser und alter Bauernhöfe.

Siehe auch: Liste der Kulturdenkmäler in Messerich

### Grünflächen und Naherholung
- Wandern und Radfahren in und um Messerich[13][14]

Siehe auch: Liste der Naturdenkmale in Messerich

### Regelmäßige Veranstaltungen
- Jährliches Kirmes- bzw. Kirchweihfest
- Traditionelles Ratschen oder Klappern am Karfreitag und Karsamstag
- Hüttenbrennen am ersten Wochenende nach Aschermittwoch (sogenannter Scheef-Sonntag)[15][16]

### Sonstiges
Im Jahre 2004 erhielt die Gemeinde eine Silbermedaille in dem Wettbewerb Unser Dorf soll schöner werden – Unser Dorf hat Zukunft im Bundesentscheid.

## Verkehr
Messerich war Bahnstation der Nebenbahn Erdorf–Bitburg–Irrel–Igel (Nims-Sauertalbahn). Nach Stilllegung der Bahn und Abriss der Gleisanlagen (1997) besteht seit dem Jahre 2002 auf der Trasse ein Radweg. Das Bahnhofsgebäude befindet sich bereits seit vielen Jahren in Privatbesitz.